# José Berruezo Ramírez
José Berruezo Ramírez (Tafalla, 27 de agosto de 1912-Pamplona, 4 de febrero de 1989) fue un catedrático de secundaria, escritor español, historiador y archivero de la Diputación Foral de Guipúzcoa, dedicado especialmente al estudio de los temas navarros y guipuzcoanos.

## Biografía
Realizó su carrera de Filosofía y Letras, sección Historia, en la Universidad de Zaragoza. En el año 1930 se trasladó con su familia a San Sebastián.
Fue periodista de El Pueblo Vasco y del Diario Vasco, siendo director del último citado entre 1940 y 1950; colaborador del Boletín de las entidades "Círculo Cultural de San Sebastián", "Ateneo Guipuzcoano", "Sociedad Vascongada de Amigos del País", Vida Vasca y "Oñate".
Ejerció la docencia como catedrático numerario de Enseñanza Media en las asignaturas de Literatura, Geografía e Historia en el instituto Peñaflorida de San Sebastián; director de la revista "Porvenir" y cofundador del semanario editado en Tafalla la "La Voz de la Merindad"; archivero jefe de la Diputación de Guipúzcoa (1954-1978); creador de los Cursos Universitarios Internacionales de San Sebastián: catedrático de Técnica de Periodismo de la Universidad de Navarra; miembro correspondiente de la Real Academia de la Historia; presidente de la Asociación de la Prensa, siendo elegido en 1976 Periodista de Honor.
Amigo de Federico García Lorca, cuando este escritor aún no era mencionado en los libros de texto de historia de la literatura española tras la guerra civil, daba a sus alumnos en el instituto Peñaflorida noticia oral de la existencia del poeta asesinado.
Participó en la denominada Academia Errante, que era un foro intelectual de la cultura y el entendimiento en Guipúzcoa.
En su estela funeraria del cementerio de Tafalla se resume su vida: «Studuit, scripsit, docuit» (Estudió, escribió, enseñó).

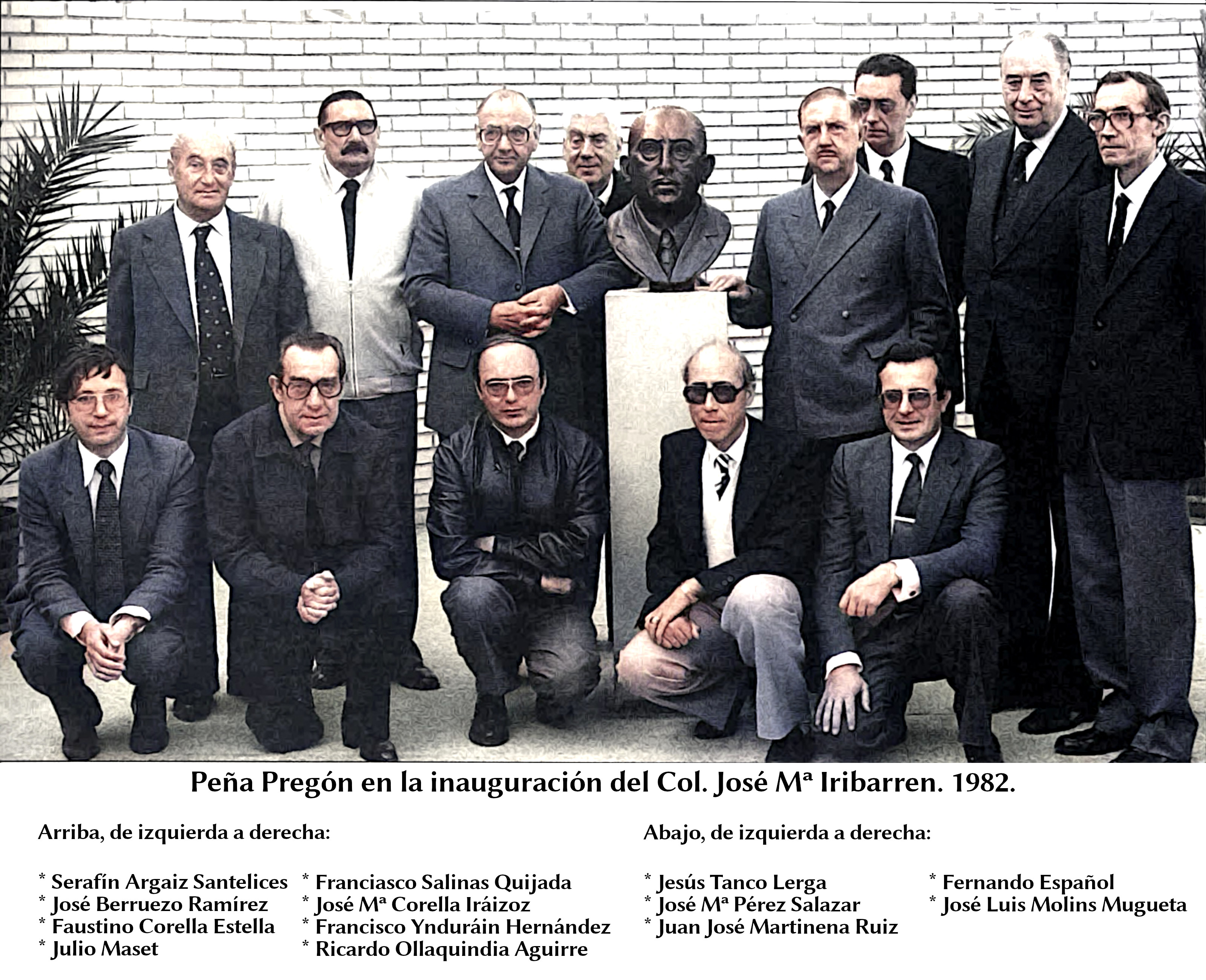
José Berruezo con la Peña Pregón en la inauguración del Colegio José Mª Iribarren (1982)

## Obras

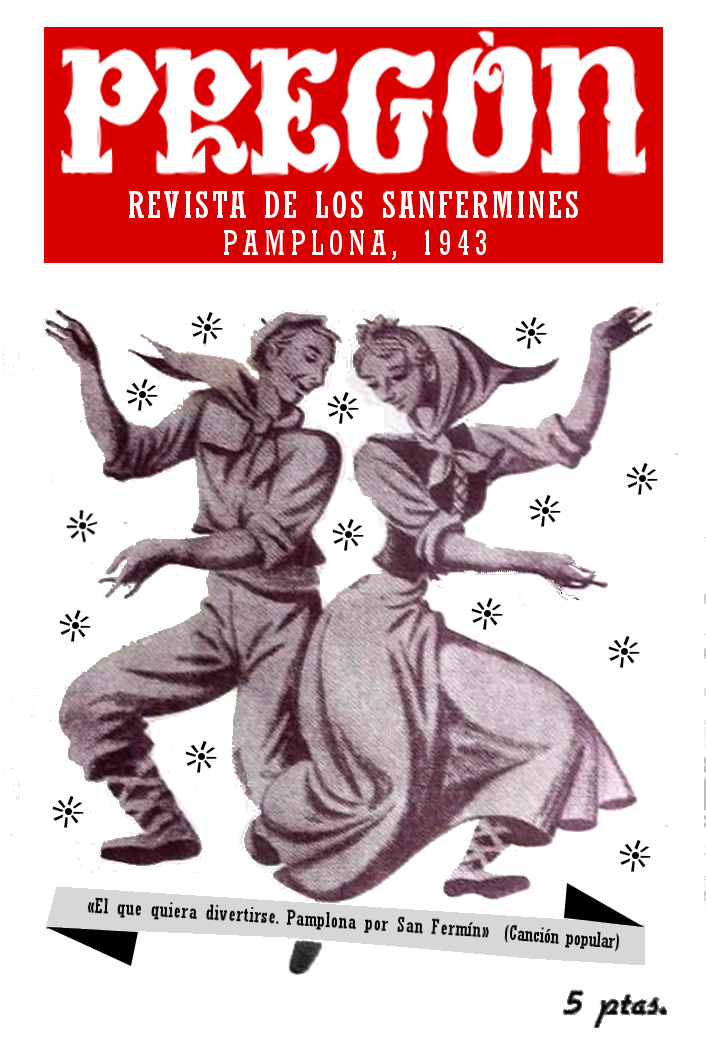
Portada del primer ejemplar de la revista Pregón (sin numeración aún)

Colaborador habitual de varias revistas, como Pregón, publicó algunos libros como:
- San Sebastián. Itinerario pintoresco a través de la historia. 1948.
- La España del rey Amadeo. 1943.
- Viajeros románticos en San Sebastián. 1951.
- Historia del Archivo General de Guipúzcoa. 1953.
- El Palacio Real de Tafalla. 1954.
- Aquelarre: Historia y anécdota. Figuras y figurones de nuestra tierra. 1962.
- Historias de Guipúzcoa. 1977. ISBN 84-7231-384-0[8]

## Homenajes y reconocimientos
- En 1989, el Ayuntamiento y la Caja de Ahorros Municipal de San Sebastián, junto con El Diario Vasco, publicaron Cien Años de Vida de San Sebastián (1879-1979). Homenaje a José Berruezo. Jose Berruezori Omenaldia.[3]